# Mondrainville
Mondrainville est une commune française, située dans le département du Calvados en région Normandie, peuplée de 584 habitants.

## Géographie
La commune est à l'ouest de la plaine de Caen. Elle fait partie de l'unité urbaine de Caen au sens de l'Institut national de la statistique et des études économiques. Son bourg est à 6 km au nord d'Évrecy, à 11 km au sud-est de Tilly-sur-Seulles, à 13 km à l'ouest de Caen et à 13 km au nord-est de Villers-Bocage.
| Cheux, Grainville-sur-Odon | Cheux         | Mouen              |
| Grainville-sur-Odon        | Mondrainville | Tourville-sur-Odon |
| Grainville-sur-Odon        | Gavrus        | Baron-sur-Odon     |

### Hydrographie
La commune est située dans le bassin Seine-Normandie. Elle est drainée par l'Odon, le ruisseau de Sabley et le cours d'eau 01 de la commune de Tourville-sur-Odon,,.
L'Odon, d'une longueur de 47 km, prend sa source dans la commune des Monts d'Aunay et se jette  dans l'Orne à Fleury-sur-Orne, après avoir traversé 20 communes. 

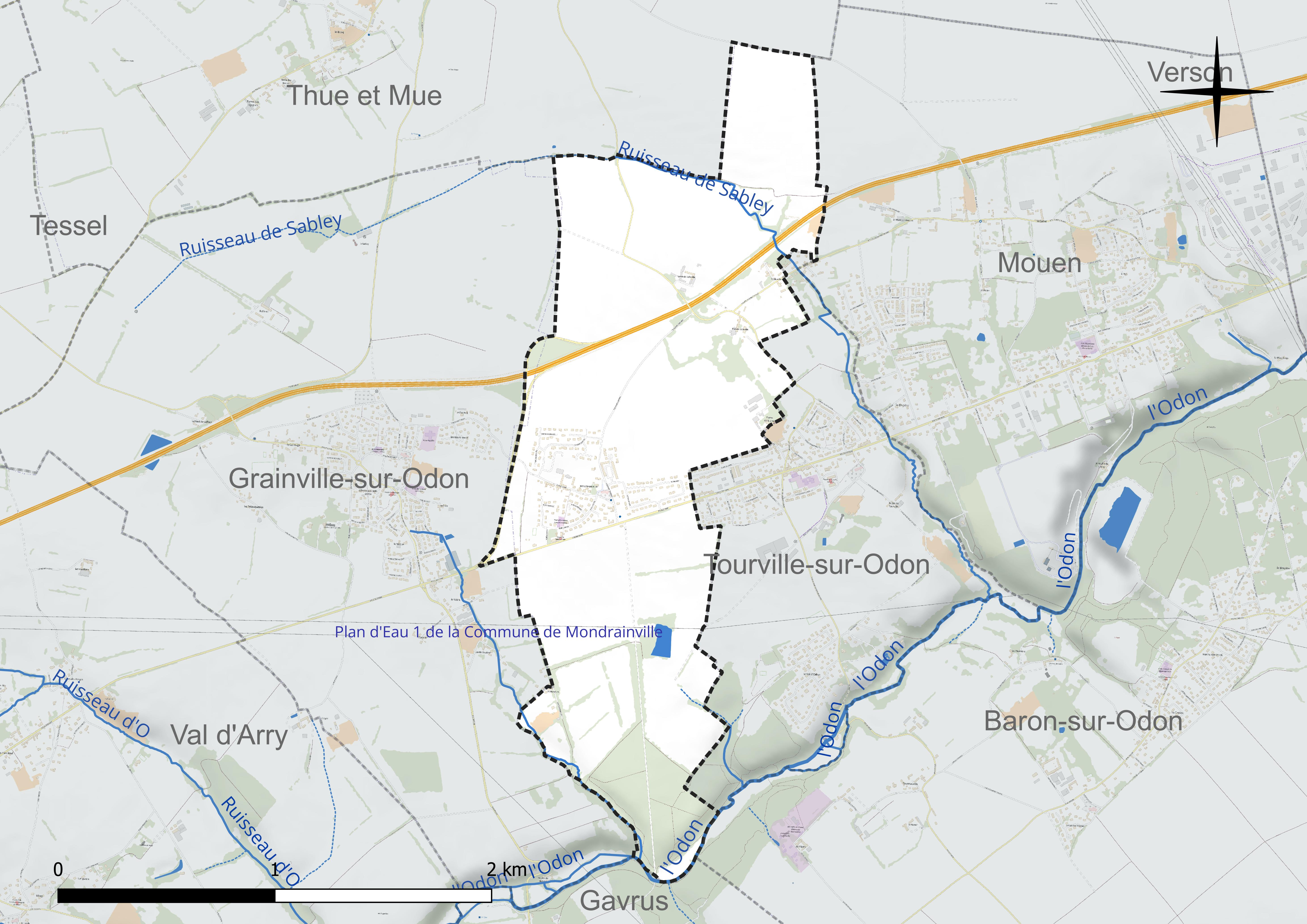
Réseau hydrographique de Mondrainville.

Un plan d'eau complète le réseau hydrographique : le plan d'eau 1 de la commune de Mondrainville (1,1 ha),.

### Climat
Pour des articles plus généraux, voir Climat de la Normandie et Climat du Calvados.
En 2010, le climat de la commune est de type climat océanique altéré, selon une étude du CNRS s'appuyant sur une série de données couvrant la période 1971-2000. En 2020, Météo-France publie une typologie des climats de la France métropolitaine dans laquelle la commune est exposée à un climat océanique et est dans la région climatique  Normandie (Cotentin, Orne), caractérisée par une pluviométrie relativement élevée (850 mm/a) et un été frais (15,5 °C) et venté.
Pour la période 1971-2000, la température annuelle moyenne est de 10,5 °C, avec  une amplitude thermique annuelle de 11,9 °C. Le cumul annuel moyen de précipitations est de 786 mm, avec 12,5 jours de précipitations en janvier et 7,8 jours en juillet. Pour la période 1991-2020, la température moyenne annuelle observée sur la station météorologique la plus proche, située sur la commune de Carpiquet à 7 km à vol d'oiseau, est de 11,5 °C et le cumul annuel moyen de précipitations est de 740,3 mm,. Pour l'avenir, les paramètres climatiques de la commune estimés pour 2050 selon différents scénarios d'émission de gaz à effet de serre sont consultables sur un site dédié publié par Météo-France en novembre 2022.

## Urbanisme

### Typologie
Au 1er janvier 2024, Mondrainville est catégorisée ceinture urbaine, selon la nouvelle grille communale de densité à 7 niveaux définie par l'Insee en 2022.
Elle appartient à l'unité urbaine de Caen, une agglomération intra-départementale dont elle est une commune de la banlieue,. Par ailleurs la commune fait partie de l'aire d'attraction de Caen, dont elle est une commune de la couronne,. Cette aire, qui regroupe 296 communes, est catégorisée dans les aires de 200 000 à moins de 700 000 habitants,.

### Occupation des sols
L'occupation des sols de la commune, telle qu'elle ressort de la base de données européenne d'occupation biophysique des sols Corine Land Cover (CLC), est marquée par l'importance des territoires agricoles (83,5 % en 2018), en diminution par rapport à 1990 (92,4 %). La répartition détaillée en 2018 est la suivante : 
terres arables (72,3 %), prairies (11,2 %), zones urbanisées (9,3 %), forêts (7,1 %). L'évolution de l'occupation des sols de la commune et de ses infrastructures peut être observée sur les différentes représentations cartographiques du territoire : la carte de Cassini (XVIIIe siècle), la carte d'état-major (1820-1866) et les cartes ou photos aériennes de l'IGN pour la période actuelle (1950 à aujourd'hui).

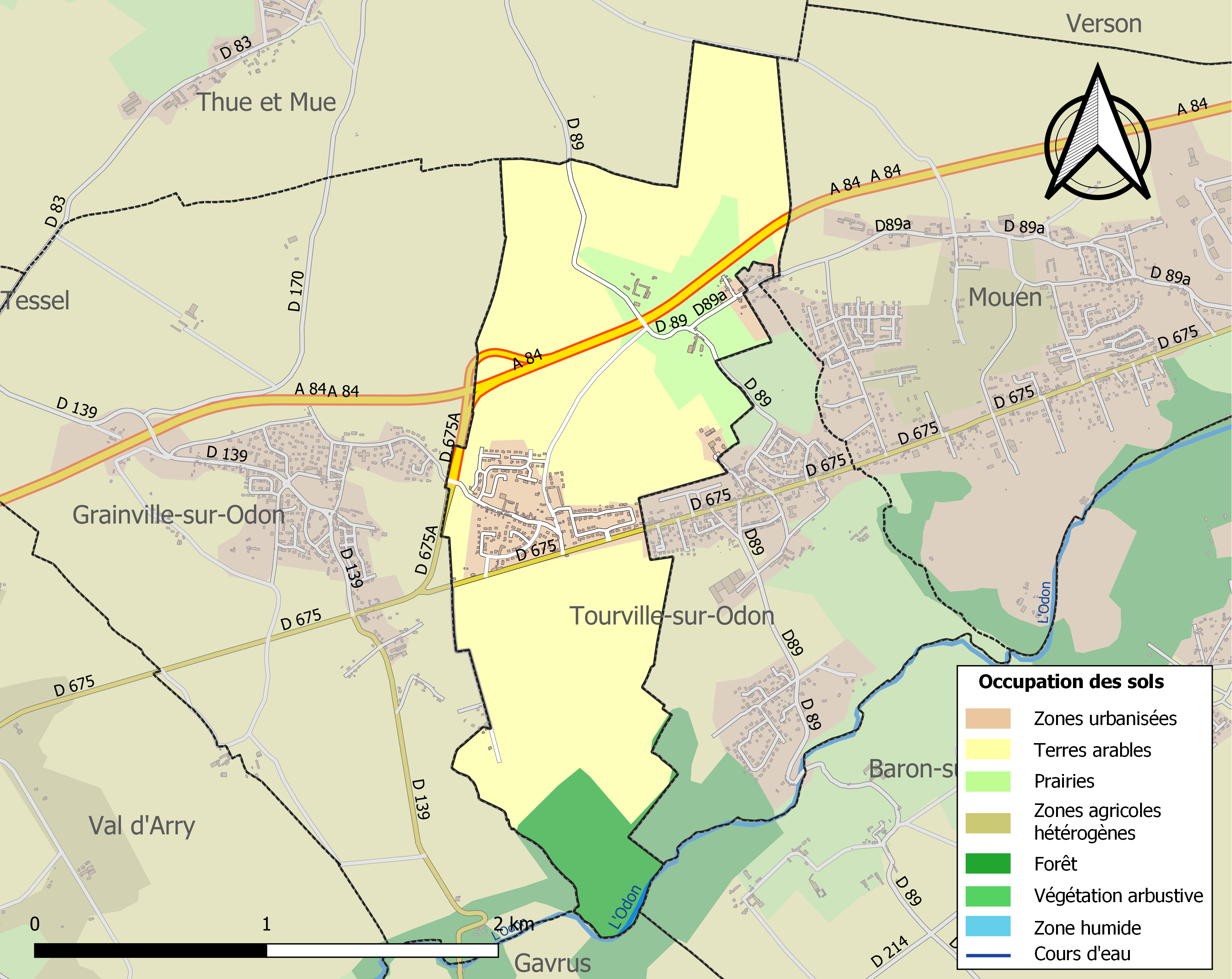
Carte des infrastructures et de l'occupation des sols de la commune en 2018 (CLC).

## Toponymie
Le nom de la localité est attesté sous les formes Mondret villa en 1022 - 1026 (Fauroux 49);  Mondretville vers 1025,; Mundrevilla au XIIe siècle (cartulaire Saint-Étienne de Caen); Mondrevilla en 1247 (AO, H 1919). 
Il s'agit d'une formation toponymique médiévale en -ville au sens ancien de « domaine rural » (le nom commun ville est issu du latin villa rustica « grand domaine rural »). Le premier élément Mondrain- représente un anthroponyme,,, selon le cas général.
Albert Dauzat avance un Montrannus sans grande conviction, suivi en cela par René Lepelley, alors qu'une autre hypothèse fait état de Mundricus,. Cependant, aucun de ces auteurs ne prend en compte une inscription du tympan d'un portail latéral de l'église paroissiale qui atteste d'un Mundretus et d'un Mundradus, représentant sans doute deux formes latinisées différentes d'un même anthroponyme, mais deux personnages différents qui appartiennent vraisemblablement au même groupe familial ou social. Le même nom de personne germanique Mundretus / Mundradus est par ailleurs porté localement par deux autres personnages de la même lignée familiale, à savoir Robertus filius Mundredi cité en 1102 et Anschetillus Mondré mentionné en 1198. Une forme du nom germanique est Mondrad (sans la désinence -us qui latinise), composé des éléments MUN ou MUND et RAD.
Le gentilé est Mondrainvillais.

## Histoire
Le 22 août 1886, la commune fut reliée à la gare de Caen par une ligne de chemin de fer qui allait à l'origine jusqu'à Aunay-sur-Odon et qui fut ensuite prolongée en 1891 jusqu'à la gare de Vire. Le transport des voyageurs sur la ligne Caen - Vire fut interrompu le 1er mars 1938. Le transport de marchandises fut par la suite limité à Jurques, puis définitivement suspendu. La ligne a alors été déclassée et déferrée.

## Politique et administration
| Période                                  | Période   | Identité           | Étiquette | Qualité               |
| ---------------------------------------- | --------- | ------------------ | --------- | --------------------- |
| 1989                                     | mars 2014 | Jean-Louis Le Goff | SE        | Professeur            |
| mars 2014                                | En cours  | Édith Godier       | SE        | Attachée territoriale |
| Les données manquantes sont à compléter. |           |                    |           |                       |

Le conseil municipal est composé de onze membres dont le maire et trois adjoints.

## Démographie
L'évolution du nombre d'habitants est connue à travers les recensements de la population effectués dans la commune depuis 1793. Pour les communes de moins de 10 000 habitants, une enquête de recensement portant sur toute la population est réalisée tous les cinq ans, les populations de référence des années intermédiaires étant quant à elles estimées par interpolation ou extrapolation. Pour la commune, le premier recensement exhaustif entrant dans le cadre du nouveau dispositif a été réalisé en 2006.
En 2022, la commune comptait 584 habitants, en évolution de +16,33 % par rapport à 2016 (Calvados : +1,58 %, France hors Mayotte : +2,11 %).
| 1793 | 1800 | 1806 | 1821 | 1831 | 1836 | 1841 | 1846 | 1851 |
| ---- | ---- | ---- | ---- | ---- | ---- | ---- | ---- | ---- |
| 220  | 200  | 219  | 234  | 235  | 212  | 230  | 225  | 251  |

| 1856 | 1861 | 1866 | 1872 | 1876 | 1881 | 1886 | 1891 | 1896 |
| ---- | ---- | ---- | ---- | ---- | ---- | ---- | ---- | ---- |
| 220  | 226  | 200  | 192  | 182  | 195  | 210  | 187  | 179  |

| 1901 | 1906 | 1911 | 1921 | 1926 | 1931 | 1936 | 1946 | 1954 |
| ---- | ---- | ---- | ---- | ---- | ---- | ---- | ---- | ---- |
| 173  | 166  | 151  | 142  | 136  | 132  | 144  | 123  | 128  |

| 1962 | 1968 | 1975 | 1982 | 1990 | 1999 | 2006 | 2011 | 2016 |
| ---- | ---- | ---- | ---- | ---- | ---- | ---- | ---- | ---- |
| 145  | 120  | 144  | 228  | 315  | 409  | 448  | 470  | 502  |

| 2021 | 2022 | - | - | - | - | - | - | - |
| ---- | ---- | - | - | - | - | - | - | - |
| 571  | 584  | - | - | - | - | - | - | - |

## Lieux et monuments
- Église Saint-Denis (XIIIe et XIVe siècles) qui fait l'objet d'une inscription au titre des monuments historiques depuis le 4 octobre 1932[36]. Une épitaphe dite « Pierre à Mundret »[37] concernant le curé fondateur : l'archidiacre Mundretus est visible sur la façade sud de l'église. Elle est écrite en latin et daterait du Xe siècle ou avant[38]. Cette plaque funéraire est classée à titre d'objet[39].
- Chapelle du manoir de Colleville.

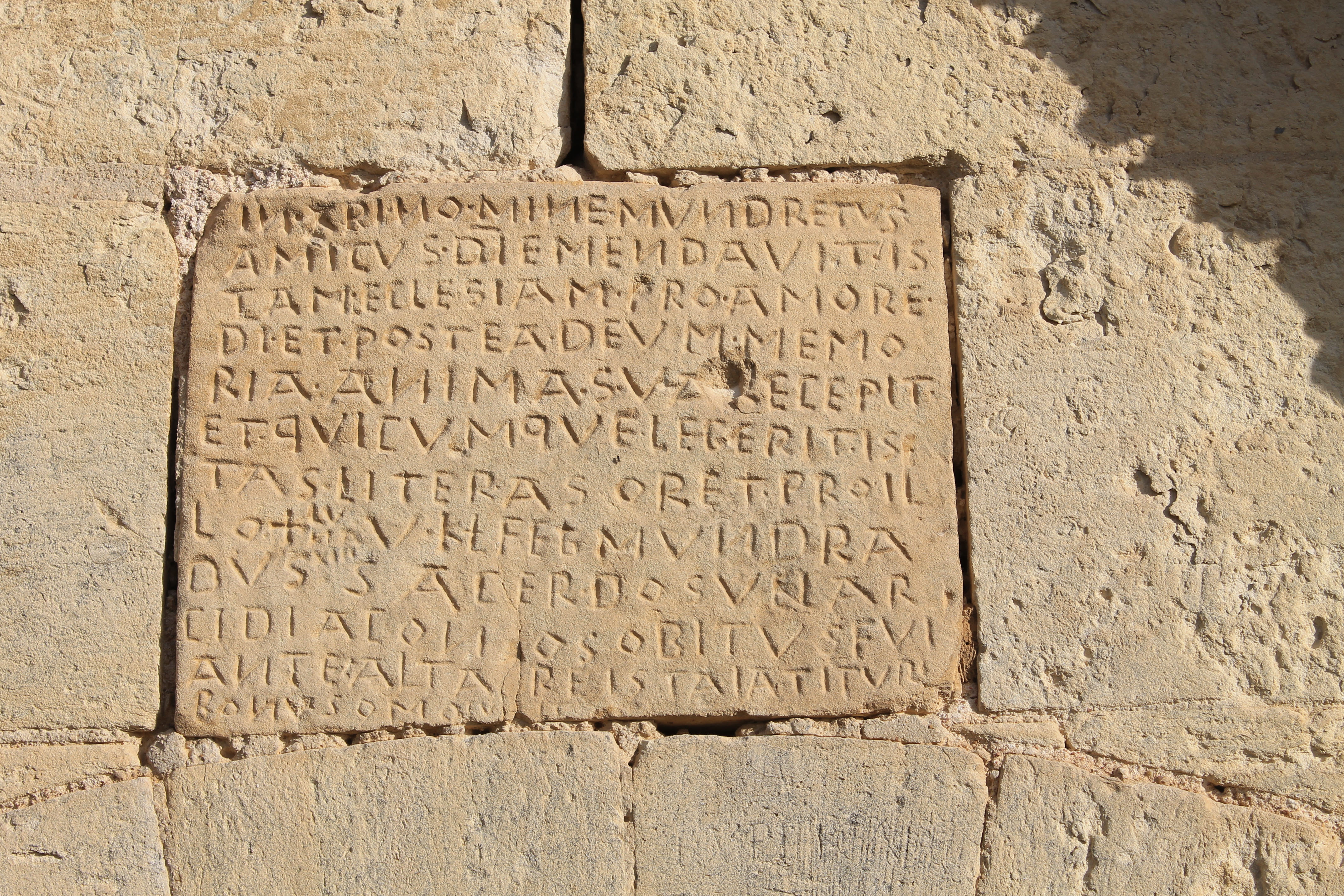
La Pierre à Mundret.
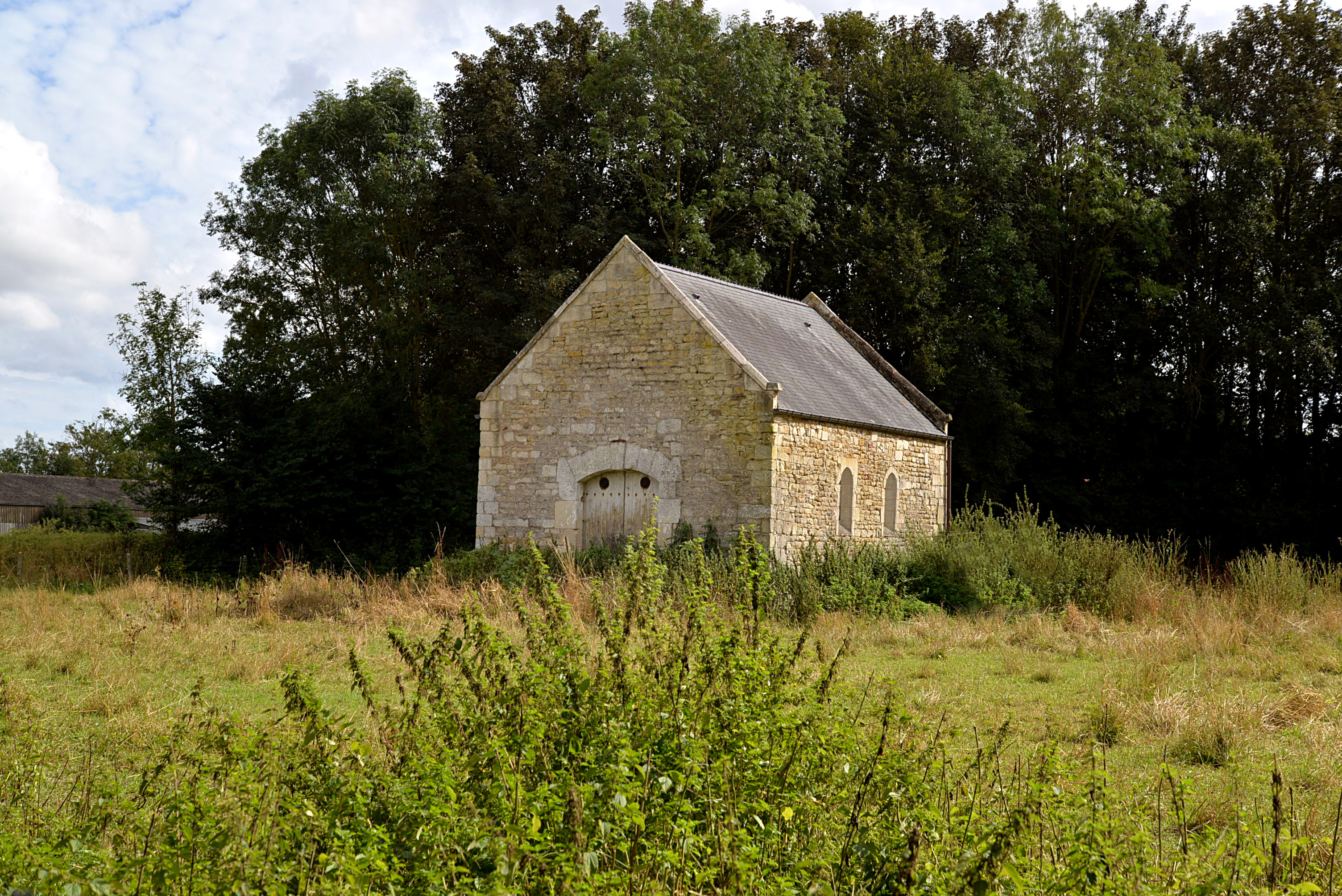
La chapelle Notre-Dame du manoir de Colleville.

## Activité et manifestations

### Jumelages
- Retzstadt (Allemagne) depuis 1989.

## Personnalités liées à la commune
Tom Griffiths et Dave Edwards, libérateurs de la commune de Mondrainville pendant la Seconde Guerre mondiale.